# Gaborone
Gaborone este cel mai mare oraș și capitala Botswanei. Situat în sud-estul țării, este cel mai important centru industrial și universitar al țării.

## Administrație și politică

### Consiliul Local
Consiliul local este compus din 35 de consilieri împărțiți astfel:
|  | Partid                          | Consilieri | Componența Consiliului | Componența Consiliului | Componența Consiliului | Componența Consiliului | Componența Consiliului | Componența Consiliului | Componența Consiliului | Componența Consiliului | Componența Consiliului | Componența Consiliului | Componența Consiliului | Componența Consiliului | Componența Consiliului | Componența Consiliului | Componența Consiliului |
|  | ------------------------------- | ---------- | ---------------------- | ---------------------- | ---------------------- | ---------------------- | ---------------------- | ---------------------- | ---------------------- | ---------------------- | ---------------------- | ---------------------- | ---------------------- | ---------------------- | ---------------------- | ---------------------- | ---------------------- |
|  | Botswana Democratic Party       | 15         |                        |                        |                        |                        |                        |                        |                        |                        |                        |                        |                        |                        |                        |                        |                        |
|  | Botswana Movement for Democracy | 11         |                        |                        |                        |                        |                        |                        |                        |                        |                        |                        |                        |                        |                        |                        |                        |
|  | Botswana Congress Party         | 8          |                        |                        |                        |                        |                        |                        |                        |                        |                        |                        |                        |                        |                        |                        |                        |
|  | Botswana National Front         | 1          |                        |                        |                        |                        |                        |                        |                        |                        |                        |                        |                        |                        |                        |                        |                        |

## Orașe înfrățite
Sunt 3 orașe înfrățite cu Gaborone:
- Burbank, Statele Unite[3]
- Zhejiang, China[4]
- Västerås, Suedia[5]